# Lorenzo Giustino
Lorenzo Giustino (Napoli, 10 settembre 1991) è un tennista italiano.

## Biografia

### Esordi
Inizia a giocare a tennis a sei anni e debutta nel circuito Futures nel 2006. Da allora ha conquistato in questa categoria sette titoli in singolare e uno in doppio.
Dal 2012 inizia a frequentare regolarmente anche i tornei del circuito Challenger, arrivando a conquistare la prima finale di categoria nel 2016 a Sibiu in Romania, perdendola contro Robin Haase.
Il debutto nel circuito maggiore risale al 2015 quando ha conquistato la qualificazione al main draw del 250 di Bucarest.

### 2016 - 2018
Ad aprile torna a giocare un torneo ATP a Marrakech dove supera nelle qualificazioni Coppejans e Rublëv ma viene battuto da Istomin in due set. In estate conquista due titoli ITF (Basilicanova, Bourg-en-Bresse), poi ha sfiorato la qualificazione agli US Open dove è giunto al terzo turno delle qualificazioni perdendo con Fucsovics. Dopo il terzo titolo ITF conquistato a Nis, raggiunge la prima finale Challenger a Sibiu ma viene sconfitto all'atto decisivo da Robin Haase. Nell'ottobre dello stesso anno è entrato per la prima volta tra i primi duecento del ranking ATP.
Nel 2017 raggiunge soltanto una finale ITF a Santa Margherita di Pula e per la terza volta supera le qualificazioni di un 250, stavolta a Gstaad: eliminati Yann Marti e João Sousa è di nuovo Istomin a negargli il primo successo a questo livello. Tuttavia, pur avendo raggiunto il best ranking a giugno (165º posto) a fine anno Giustino si trova di nuovo intorno alla duecentocinquantesima posizione.
Data la classifica inizia il 2018 giocando soprattutto Futures: in finale a Manacor in gennaio, conquista due titoli a Pula in aprile. A giugno conquista il primo titolo Challenger in doppio a Şımkent in coppia con il portoghese Oliveira. Per la seconda volta arriva al turno decisivo delle qualificazioni agli US Open, perdendo però dall'austriaco Novak.

### 2019 - 2020
Subito estromesso dalle qualificazioni degli Australian Open da Sugita, dopo due anni e mezzo torna a giocare una finale Challenger a Launcestone: viene però sconfitto dal sudafricano Lloyd Harris con un doppio 6-2. Raggiunge poi la seconda finale di stagione, sempre a livello Challenger, a Zhangjiagang dove viene superato al tie break del terzo set dall'australiano Polmans. A giugno, raggiunge la terza finale Challenger dell'anno ad Almaty, ottenendo questa volta una vittoria ed aggiudicandosi quindi il primo torneo Challenger della carriera. Con questi risultati migliora il proprio best ranking in singolare, attestandosi al 127º posto della classifica ATP il 12 agosto.
All'inizio del 2020 ottiene la prima qualificazione al tabellone principale di uno Slam, entrando come lucky loser agli Australian Open, dove viene eliminato al primo turno da Milos Raonic. A settembre, dopo tre tentativi falliti, supera per la prima volta le qualificazioni del Roland Garros e al primo turno vince il suo primo incontro nel tabellone di un torneo del Grande Slam, battendo Corentin Moutet dopo sei ore e cinque minuti di gioco, nel secondo match più lungo nella storia degli Internazionali di Francia e il più lungo in assoluto mai disputato da un tennista italiano, con il punteggio di 0-6, 7-6, 7-6, 2-6, 18-16.

### 2021-2022
Nella prima parte del 2021 non consegue risultati di rilievo, nel circuito maggiore supera le qualificazioni solo a Dubai ed esce al primo turno; con l'eliminazione nelle qualificazioni al Roland Garros esce dalla top 200. Il miglior risultato stagionale è la semifinale raggiunta in settembre al Bucarest Challenger. Anche all'inizio del 2022 i risultati sono negativi fino a maggio, quando torna a disputare una finale Challenger a Praga, viene sconfitto da Pedro Cachín ma rientra nella top 200.

## Statistiche
Aggiornate al 9 maggio 2022.

### Tornei minori

#### Singolare

##### Vittorie (10)
| Legenda tornei minori |
| Challenger (1)        |
| Futures (9)           |

| N.  | Data              | Torneo                             | Superficie  | Compagno          | Punteggio        |
| 1.  | 1 luglio 2012     | Turkey F25, Smirne                 | Terra rossa | Jason Kubler      | 6-4, 3-6, 7-5    |
| 2.  | 17 marzo 2013     | Turkey F10, Adalia                 | Terra rossa | Simone Vagnozzi   | 6-0, 6-3         |
| 3.  | 1 agosto 2015     | Italy F26, Pontedera               | Terra rossa | Gianluca Mager    | 7–6(3), 6-3      |
| 4.  | 24 ottobre 2015   | France F23, Rodez                  | Cemento     | Gregoire Barrere  | 6-3, 6(2)–7, 6-1 |
| 5.  | 25 giugno 2016    | Italy F16, Basilicanova            | Terra rossa | Walter Trusendi   | 6-4, 6-4         |
| 6.  | 10 luglio 2016    | France F13, Bourg-en-Bresse        | Terra rossa | Romain Jouan      | 6-4, 6-2         |
| 7.  | 18 settembre 2016 | Serbia F7, Niš                     | Terra rossa | Kristijan Mesaros | 3-6, 6-2, 6-4    |
| 8.  | 1 aprile 2018     | Italy F5, Santa Margherita di Pula | Terra rossa | Martin Cuevas     | 6-4, 6-1         |
| 9.  | 15 aprile 2018    | Italy F7, Santa Margherita di Pula | Terra rossa | Gianluca Mager    | 7-5, 7-5         |
| 10. | 9 giugno 2019     | Almaty Challenger, Almaty          | Cemento     | Federico Coria    | 6-4, 6-4         |

##### Sconfitte (11)
| Legenda tornei minori |
| Challenger (4)        |
| Futures (7)           |

| N.  | Data              | Torneo                                              | Superficie  | Compagno                | Punteggio           |
| 1.  | 6 maggio 2012     | Spain F10, Balaguer                                 | Terra rossa | David Souto             | 4-6, 4-6            |
| 2.  | 17 giugno 2012    | Turkey F23, Tekirdağ                                | Cemento     | Brydan Klein            | 3-6, 1-6            |
| 3.  | 28 aprile 2013    | Spain F10, Les Franqueses del Vallès                | Cemento     | Ivan Arenas-Gualda      | ritiro              |
| 4.  | 5 maggio 2013     | Italy F6, Pozzuoli                                  | Terra rossa | Matteo Trevisan         | 5-7, 2-6            |
| 5.  | 9 marzo 2014      | Spain F5, Reus                                      | Terra rossa | Jordi Samper-Montana    | 3-6, 6-4, 5-7       |
| 6.  | 25 settembre 2016 | Sibiu Open, Sibiu                                   | Terra rossa | Robin Haase             | 6(2)–7, 2-6         |
| 7.  | 1 aprile 2017     | Italy F6, Santa Margherita di Pula                  | Terra rossa | Václav Šafránek         | 6(2)–7, 7–6(7), 7-5 |
| 8.  | 28 gennaio 2018   | Spain F2, Manacor                                   | Terra rossa | Daniel Muñoz de la Nava | 4-6, 7-5, 3-6       |
| 9.  | 3 febbraio 2019   | Launceston Tennis International, Launceston         | Cemento     | Lloyd Harris            | 2-6, 2-6            |
| 10. | 24 marzo 2019     | International Challenger Zhangjiagang, Zhangjiagang | Cemento     | Marc Polmans            | 4-6, 6-4, 6(4)–7    |
| 11. | 8 maggio 2022     | I. ČLTK Prague Open, Praga                          | Terra rossa | Pedro Cachín            | 3-6, 6(4)–7         |

#### Doppio

##### Vittorie (3)
| Legenda tornei minori |
| Challenger (1)        |
| Futures (2)           |

| N. | Data            | Torneo                       | Superficie  | Compagno             | Avversari in finale                 | Punteggio   |
| 1. | 11 luglio 2009  | Italy F18, Carpi             | Terra rossa | Paolo Beninca        | Jacopo Marchegiani Alessandro Sarra | 6-4, 6-4    |
| 2. | 27 gennaio 2018 | Spain F2, Manacor            | Terra rossa | David Vega Hernandez | Pietro Rondoni Jacopo Stefanini     | 7-5, 7-5    |
| 3. | 8 giugno 2018   | Shymkent Challenger, Şımkent | Terra rossa | Gonçalo Oliveira     | Lucas Miedler Sebastian Ofner       | 6-2, 7–6(4) |

##### Finali perse (3)
| Legenda tornei minori |
| Challenger (0)        |
| Futures (3)           |

| N. | Data             | Torneo             | Superficie  | Compagno        | Avversari in finale                  | Punteggio        |
| 1. | 16 dicembre 2012 | Turkey F48, Adalia | Cemento     | Guillermo Olaso | Andrei Chumac Volodoymyr Uzhylovskyi | 2-6, 6-4, [7-10] |
| 2. | 31 maggio 2013   | Spain F15, Madrid  | Terra rossa | Richard Becker  | Oliver Golding Alexander Ward        | 3-6, 6-2, [5-10] |
| 3. | 22 agosto 2014   | Italy F28, Este    | Terra rossa | Frederico Gil   | Francesco Picco Walter Trusendi      | 4-6, 6(8)–7      |